# قائمة الجوائز التي حصلت عليها مايا أنجيلو

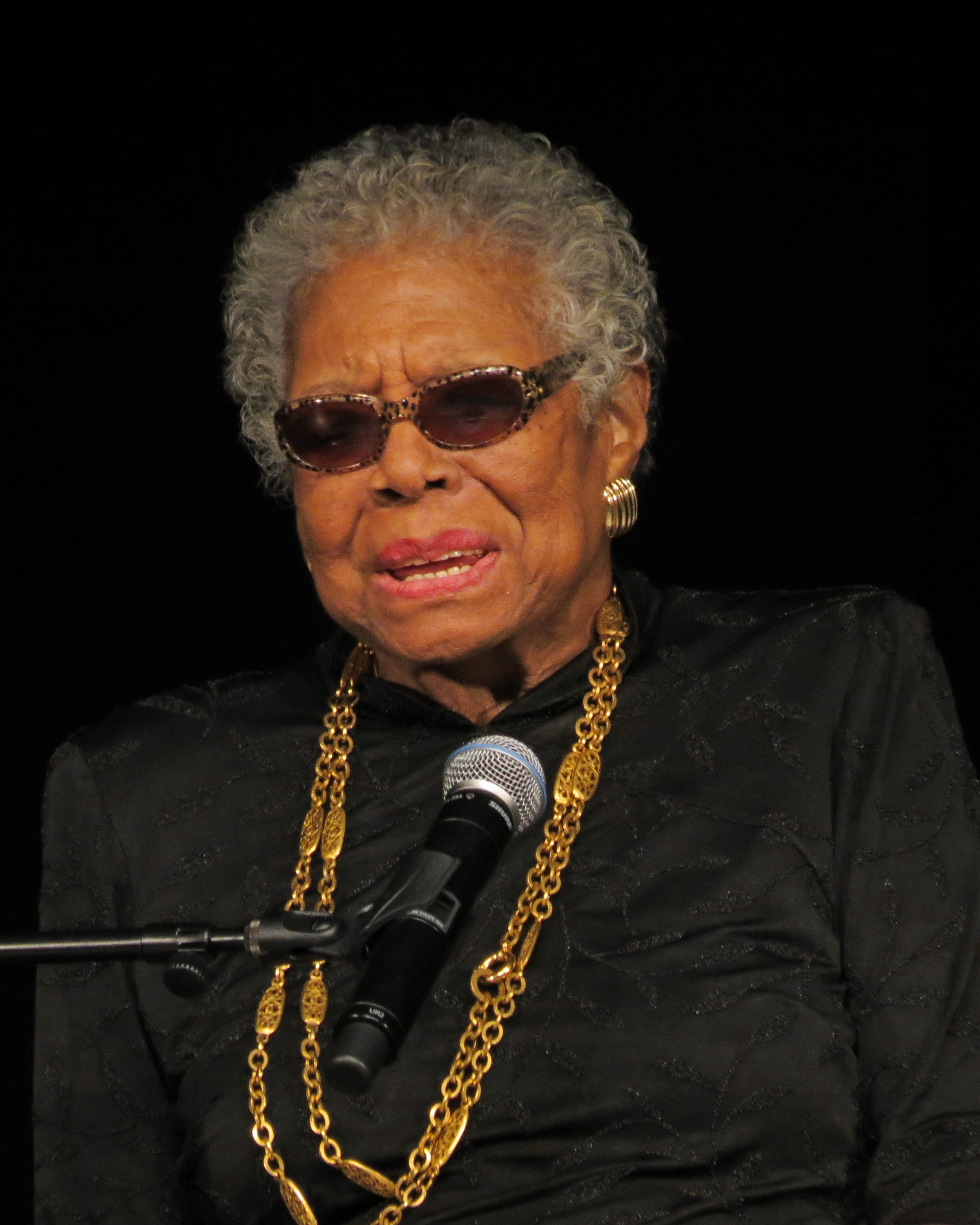
أنجيلو في عام 2013

قامت الجامعات والمنظمات الأدبية والوكالات الحكومية وجماعات المصالح الخاصة بتكريم الكاتبة والشاعرة من أصل إفريقي مايا أنجيلو (1928-2014).

## درجة فخرية
- كلية سميث، 1975[1]
- كلية ميلز، 1975[1]
- جامعة لورانس، 1976[2]
- جامعة ويك فورست، 1977[3]
- كلية كولومبيا شيكاغو، 1979[4]
- كلية ويتون، 1981[5]
- كلية بوسطن، 1983 [6]
- كلية رولينز، 1985[7]
- جامعة هوارد، 1985[8]
- جامعة تافتس, 1985[9]
- كلية ماونت هوليوك، 1987[10]
- جامعة كاليفورنيا الجنوبية, 1989[11]
- جامعة نورث إيسترن, 1992[12]
- كلية لافاييت, 1999[13]
- كلية هوب، 2001[14]
- جامعة إلينوي في إربانا-شامبين, 2003[15]
- جامعة شرق ولاية كونيتيكت، 2003[16]
- جامعة كولومبيا, 2003[17]
- جامعة تشابمان، 2007[18]
- جامعة شيناندواه، 2008[19]
- جامعة ريدلاندز، 2011[20]